# Dendronephthya nipponica
Dendronephthya nipponica is een zachte koraalsoort uit de familie Nephtheidae. De koraalsoort komt uit het geslacht Dendronephthya. Dendronephthya nipponica werd in 1952 voor het eerst wetenschappelijk beschreven door Utinomi. 